# Isacco Mariani
Isacco Mariani (* 11. April 1892 in Lissone; † 11. Juli 1925 in Asso) war ein italienischer Motorradrennfahrer.

## Karriere
Der aus Lissone in der Lombardei stammende Isacco Mariani startete 1923 und 1924 als Werksfahrer für Garelli und fuhr in dieser Zeit in der 350-cm³-Klasse einige beachtliche Erfolge für den Hersteller, der nicht weit von seinem Wohnort beheimatet war, ein. So gewann er 1923 den II. Großen Preis der Schweiz auf dem Circuit de Meyrin in Genf und somit den Titel in der Schweizer Motorradmeisterschaft.
1923 und 1924 war er außerdem beim Gran Premio Internacional de Motocicletas del Real Moto Club de Cataluña auf dem Autódromo de Sitges-Terramar im spanischen Sitges siegreich. In der 350-cm³-Klasse der italienischen Meisterschaft wurde er in beiden Jahren hinter Achille Varzi bzw. Olindo Raggi Vizemeister.
Außerdem belegte Mariani 1924 hinter dem britischen A.J.S.-Werksfahrer Jimmie Simpson auch beim 350er-Lauf um den III. Großen Preises der Nationen auf dem Circuito di Milano den zweiten Rang. Bei diesem Rennen wurden erstmals überhaupt Titel in der Motorrad-Europameisterschaft vergeben und Isacco Mariani wurde somit 350er-Vize-Europameister 1924.
Zur Saison 1925 wurde Mariani vom englischen Hersteller Sunbeam als Werksfahrer verpflichtet.

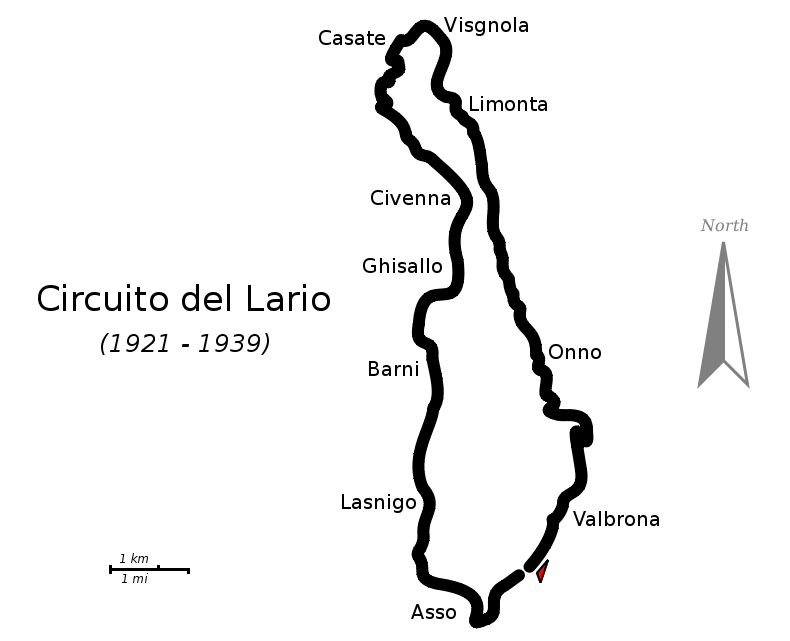
Streckengrafik des Circuito del Lario

### Tödlicher Unfall
Isacco Mariani verunglückte am 11. Juli 1925 im Training zum Circuito-del-Lario-Rennen schwer. Er stieß auf dem etwa 36 Kilometer langen Rundkurs in der Nähe des Comer Sees mit seiner 350er-Sunbeam bei Onno, das heute zu Oliveto Lario gehört, frontal mit Primo Morettis Moto Guzzi zusammen. Dieser war gerade aus der Gegenrichtung in Richtung Boxen, die sich in Visino Valbrona befanden, unterwegs. Da Trainingsläufe zu dieser Zeit noch bei nicht abgesperrten Straßen stattfanden, waren solche Unfälle keine Seltenheit.
Mariani wurde ins Krankenhaus nach Asso verbracht, wo er noch am selben Tag im Alter von 33 Jahren seien schweren Verletzungen erlag.
Ihm zu Ehren wurde im Jahr 1926 ein Denkmal in Onno errichtet.

## Statistik

### Erfolge
- 1923 – Schweizer 350-cm³-Meister auf Garelli[1]
- 1923 – Italienischer 350-cm³-Vizemeister auf Garelli[3]
- 1924 – 350-cm³-Vize-Europameister auf Garelli[4][5]
- 1924 – Italienischer 350-cm³-Vizemeister auf Garelli[3]

### Rennsiege
| Jahr | Klasse  | Maschine | Rennen                                                                       | Strecke                      |
| ---- | ------- | -------- | ---------------------------------------------------------------------------- | ---------------------------- |
| 1923 | 350 cm³ | Garelli  | II. Großer Preis der Schweiz                                                 | Circuit de Meyrin            |
| 1923 | 350 cm³ | Garelli  | I. Gran Premio Internacional de Motocicletas del Real Moto Club de Cataluña  | Autódromo de Sitges-Terramar |
| 1924 | 350 cm³ | Garelli  | II. Gran Premio Internacional de Motocicletas del Real Moto Club de Cataluña | Autódromo de Sitges-Terramar |

## Verweise